# Pierre Gandon
Pierre Gandon (nascido em 20 de Janeiro de 1899 à L'Haÿ-les-Roses (Val-de-Marne) e falecido em 23 de Julho de 1990) é um desenhista e um pintor de timbres postais francês. Pintou numerosos selos para as administrações postais francesas (metrópole, numerosas colônias antes e após da sua independência) e administrações estrangeiras.

## Formação
Seu pai, Gaston Gandon, também era gravurista e fez dois selos para a França (Le Burelé de 50 Francos em 1936 e Catedral de Estrasburgo em 1939) e vários para outros países.
Estudante na escola Estienne, Pierre Gandon foi aluno do grande pintor Dézarrois. Entrou seguidamente para o Beaux-Arts de Paris no atelier do pintor Cormon.
A partir da idade de 22 anos, ganha sua primeira bolsa: a Prix de Rome de Pintura, seguidamente a bolsa da Cidade de Paris em 1926. em 1937, é recompensado pela Medalha d'or dos artistas franceses, e pinta o fresco de 500 m² da Exposição colonial de 1937.